# Pirotèrids
|  | «Piroteris» redirigeix aquí. Vegeu-ne altres significats a «Piroteri (gènere)». |

Els pirotèrids (Pyrotheriidae) són una família extinta de mamífers ungulats mitjans-grossos que visqueren a Sud-amèrica durant el Paleogen. Se'ls agrupa juntament amb altres estranys ungulats sud-americans dins el subordre Meridiungulata. Es tracta de l'única família reconeguda del clade dels piroteris (Pyrotheria). Anteriorment se'n reconeixien d'altres, però totes han estat sinonimitzades amb els pirotèrids.